# I, Voidhanger Records
I, Voidhanger Records ist ein 2008 initiiertes italienisches Independent-Label.

## Geschichte
Luciano Gaglio gründete I, Voidhanger Records im Jahr 2008 und veröffentlichte das erste Album im darauf folgenden Jahr. Als erste Veröffentlichung erschien Iter ad Lucem von Urna. Seither veröffentlicht das Label verschiedenste Alben aus dem Musikspektrum des Metal. Eine Begrenzung auf einen konkreten Stil wird durch das Label nicht benannt. Interessant sei Musik „solange sie das Ergebnis einer obskuren, einzigartigen und kompromisslosen künstlerischen Vision sind.“ Insbesondere Interpreten des Death-, Black- und Doom-Metal erschienen über I, Voidhanger Records. Als weitere Stile führt das Label Stile wie Avant-garde Metal, Psychedelic Rock und Dark Ambient an. Vornehmlich veröffentlicht das Label als CD und Download, Auflagen als Langspielplatte erscheinen derweil gelegentlich.

## Künstler (Auswahl)
- Aarni
- Ævangelist
- Absconditus
- Blizaro
- Inner Sanctvm
- Krukh
- Lustre
- Malasangre
- Malhkebre
- Mare Cognitum
- Nar Mattaru
- Spectral Lore
- Tempestuous Fall
- Tchornobog
- The Order of the Solar Temple
- Todesstoß
- Umbah
- Umbra Nihil
- Urna
- Venomous Echoes
- Woebegone Obscured
- Yhdarl
- Ysengrin